# Миље (Италија)
Миље (итал. Muggia, словен. Milje) је насеље у Италији у округу Трст, региону Фурланија-Јулијска крајина.
Према процени из 2011. у насељу је живело 10929 становника. Насеље се налази на надморској висини од 7 м.

## Становништво
Према резултатима пописа становништва 2011. у општини је живело 13.022 становника.
| 1931.  | 1936.  | 1951.  | 1961.  | 1971.  | 1981.  | 1991.  | 2001.  | 2011.  |
| ------ | ------ | ------ | ------ | ------ | ------ | ------ | ------ | ------ |
| 11.962 | 12.028 | 12.623 | 12.638 | 13.104 | 13.939 | 13.214 | 13.306 | 13.022 |

## Партнерски градови
- Obervellach
- Копар